# عبد العزيز العويرضي
عبد العزيز العويرضي (مواليد 5 أبريل 2002) هو لاعب كرة قدم سعودي يلعب حاليًا في نادي الأخدود.

## مسيرة اللاعب
لعب في نادي النصر و انتقل إلى نادي الأخدود في صيف 2023.